# X-It
X-It è un videogioco strategico sviluppato dalla Data Design Interactive e pubblicato dalla Psygnosis nel 1994 per Amiga e MS-DOS